# Ситро
Ситро́ (от фр. citron — лимон, тж. фр. limonade au citron) — безалкогольный сильногазированный лимонад французского происхождения с пряно-цитрусовым вкусовым букетом и жёлто-оранжевым цветом. Пряно-ароматическую основу этого напитка составляют настои апельсина, мандарина и лимона с добавлением ванилина.
В Санкт-Петербурге специально разработанный напиток «Ситро» — единственный газированный напиток, разрешённый для школьного питания.